# Tipula pleuracicula
Tipula pleuracicula är en tvåvingeart som beskrevs av Alexander 1915. Tipula pleuracicula ingår i släktet Tipula och familjen storharkrankar. Inga underarter finns listade i Catalogue of Life.